# 点字の日
点字の日（てんじのひ）または日本点字制定記念日は、日本点字の決定を記念する日本の記念日であり、11月1日である。

## 経緯
日本点字が決定する以前は、欧米の点字を利用したローマ字つづりによって日本語を表していた。1890（明治23）年11月1日に最終的な点字選考委員会が開かれ、3つの有力な案の中から石川倉次による案が採用され、日本点字が決定した。
このことから2013年に、日本点字普及協会は日本記念日協会へ記念日の制定を申請し、承認された。